# Aldham (Suffolk)
Aldham ist ein Dorf und eine Verwaltungseinheit im District Babergh in der Grafschaft Suffolk, England. Aldham ist 11,4 km von Ipswich entfernt. Im Jahr 2022 hatte es eine Bevölkerung von 182. Aldham wurde 1086 im Domesday Book als Aldeham/Ealdham/Ialelham erwähnt.